# Go West (singolo Village People)
Go West è un singolo del gruppo musicale statunitense Village People, pubblicato nel 1979 come primo estratto dall'omonimo album.

## Descrizione
Il brano, che si basa sulla progressione musicale del Canone di Pachelbel e dell'Inno sovietico, è stato poi oggetto di cover da parte dei Pet Shop Boys nel 1993, che lo pubblicarono come secondo singolo estratto dall'album Very, facendone un successo mondiale, che raggiunse i vertici di varie classifiche, compresa quella della madrepatria, dove colse la seconda posizione. La melodia presenta marcate somiglianze con Give Thanks with a Grateful Heart di Henry Smith, scritta pochi mesi prima.

## Tracce
7", 12" (Europa)
- Lato A

1. Go West

- Lato B

1. I Wanna Shake Your Hand

7" (Canada, Francia, Germania, Giappone, Regno Unito, Stati Uniti)
- Lato A

1. Go West – 3:33

- Lato B

1. Citizens of the World – 3:29

12" (Spagna)
- Lato A

1. Go West – 6:38

- Lato B

1. Citizens of the World – 6:38

## Versione dei Pet Shop Boys

### Antefatti
Nel 1992, quando ai Pet Shop Boys venne chiesto di esibirsi al concerto beneficenza all'Haçienda di Manchester, Chris Lowe propose di eseguire Go West.
La versione originale della canzone (inizialmente pianificata come singolo) fu pubblicata agli inizi del 1992, ma successivamente si decise di non pubblicarla come singolo. La canzone venne ri-realizzata in una versione diversa nel 1993, versione che fu poi inclusa nell'album Very e che successivamente fu pubblicata come singolo. Acclamatissima dai fan, Go West divenne uno dei brani che i Pet Shop Boys eseguono sempre nei loro concerti, molto spesso come chiusura.

### Struttura musicale
La canzone fu prodotta (assieme a Stephen Hague e Mark Stent) in modo da far eseguire la voce-coro dal coro maschile di Broadway choir: secondo Tennant, l'ispirazione venne ascoltando la canzone There Is Nothing Like a Dame del musical di Broadway South Pacific. Un'altra nota da sottolineare è l'aggiunta di una nuova strofa, scritta da Tennant e Lowe, che funge da interludio dopo il secondo ritornello.

### Promozione
Come in ogni singolo dell'album Very, anche in Go West Tennant e Lowe hanno utilizzato un look-immagine colorato e legato al tema computerizzato: entrambi indossano cappelli sferici gialli e blu, con la differenza che Tennant indossa un costume blu con guanti gialli mentre Lowe indossa un costume giallo con guanti blu. Al riguardo Lowe dichiarò in una intervista: "Tutti vestivano grunge a quei tempi. Tutti con jeans, T-Shirt e abiti grunge, nell'ottica dei Nirvana, sembrando tutto ordinario. Noi volevamo essere unici, fuori da questo".

### Video musicale
Il videoclip, diretto da Howard Greenhalgh, presenta una realtà fortemente computerizzata, come tutti i videoclip di Very. Comincia con una Statua della Libertà rossa, successivamente le immagini si spostano in una città grigia dove la tematica "rossa-comunista" è evidente (compaiono stelle rosse, bandiere rosse, truppe che marciano in stile sovietico, immagini di Lenin e Falce e martello). Le truppe marciano verso una scalinata che porta verso il cielo, come a voler simboleggiare "uomini diretti verso una società occidentale, con una statua della libertà impersonificata da una diva afro-americana (nel video rappresentata dalla cantante Sylvia Mason-James). Tennant e Lowe appaiono molto spesso: Tennant porta un'asta con una punta a forma di W (ad indicare la parola West, ovvero Ovest) e Lowe vola su tavole da surf volanti. In uno spezzone del video, Tennant e Lowe camminano nella Piazza Rossa (sempre indossando i loro costumi).
Il video fu nominato ai Grammy Award del 1995 come "miglior video musicale" (Grammy poi vinto dal videoclip di Love Is Strong dei The Rolling Stones. I costumi di Go West furono poi richiamati nel video-parodia del singolo del 2006 I'm with Stupid, sempre dei Pet Shop Boys.

### Tracce
7" (Regno Unito)
- Lato A

1. Go West – 5:03

- Lato B

1. Shameless – 5:04

12" (Regno Unito)
- Lato A

1. Go West (Mings Gone West: First and Second Movement) – 10:12

- Lato B

1. Go West (Farley and Heller Disco Mix) – 6:01
2. Go West (Kevin Saunderson Tribe Mix) – 6:50

CD (Regno Unito)
1. Go West – 5:03
2. Shameless – 5:04
3. Go West (Ming's Gone West: First and Second Movement) – 10:12

CD (Stati Uniti)
1. Go West – 5:03
2. Shameless – 5:04
3. Go West (Ming's Gone West: First and Second Movement) – 10:12
4. Go West (Farley and Heller Disco Mix) – 6:01
5. Go West (Farley and Heller Fire Island Mix) – 7:42
6. Go West (Kevin Saunderson Tribe Mix) – 6:50
7. Go West (Kevin Saunderson Trance Mix) – 6:53

### Successo commerciale
Il brano riscosse un gran successo (giungendo secondo nella Official Singles Chart britannica e primo nella Offizielle Deutsche Charts tedesca), tanto da essere, in molte nazioni, il maggior successo degli anni novanta del duo. Il singolo raggiunse la vetta della Irish Singles Chart, il quarto nella loro carriera del gruppo.
Go West divenne inoltre popolare in ambito sportivo, al punto da divenire una sorta di inno durante molte manifestazioni (soprattutto calcistiche). E, come ogni brano di successo, venne più volte fatto oggetto di cover da altri artisti. Sia il brano che il videoclip annesso, identificano Go West come uno dei brani più rappresentativi dei Pet Shop Boys. Durante i mondiali di calcio del 2006 una cover del brano (Stand Up di Patrizio Buanne) fu usata alla fine di ogni partita e durante la premiazione della finale.

### Classifiche
| Classifica (1993)        | Posizione massima |
| ------------------------ | ----------------- |
| Australia                | 10                |
| Austria                  | 2                 |
| Canada                   | 13                |
| Francia                  | 2                 |
| Germania                 | 1                 |
| Irlanda                  | 1                 |
| Italia                   | 7                 |
| Norvegia                 | 5                 |
| Nuova Zelanda            | 13                |
| Paesi Bassi              | 3                 |
| Regno Unito              | 2                 |
| Stati Uniti (dance club) | 1                 |
| Svezia                   | 2                 |
| Svizzera                 | 2                 |